# 渡井翔汰
渡井 翔汰 (わたい しょうた、1993年3月25日 - ) は、日本の男性シンガーソングライター。また、現在活動休止中のロックバンド・Halo at 四畳半のボーカル、ギター。千葉県出身。血液型不明。

## 略歴
習志野市立第六中学校卒業後、千葉県立佐倉高等学校へ進学。高校時代よりバンド活動を開始し、2012年には既に共にバンド活動をしていた同級生の白井將人、後輩である齋木孝平、近くの高校へ通っていた先輩の片山僚と共に、Halo at 四畳半を結成。自身はバンドの作詞作曲及びギターボーカルを担当する。高校卒業後はミューズ音楽院ミキシングクリエイター科へ進学。
バンドは精力的な活動を続け、2015年に初の全国流通盤を発売し、2018年にはメジャーデビューを果たすが、2021年6月をもって無期限活動休止に入った。バンド活動休止後も自身はソロミュージシャンとして活動を続けることを自身の生配信等で宣言し、2021年8月7日から9月9日にかけて、全国7か所を巡る「Acoustic TOUR 2021 "BEFORE DAWN"」を様々なゲストアーティストを迎えて開催した。また、同ツアーのファイナル公演にて、ソロプロジェクトとし、後述の「Varrentia」名義でも活動をしていくことを発表し、同年9月からは3ヶ月連続でVarrentia名義での楽曲を発表した。また、同年10月6日は「"BEFORE DAWN"」の追加公演として「～AFTER DAWN～」が渋谷TSUTAYA O-crestにて開催された。2022年4月29日からは、ツイキャスの限定配信機能を利用した、「月例配信ライブ"HOMIES"」を毎月下旬に開催しており、渡井自身がチョイスした楽曲及び視聴者によるリクエスト曲を披露する弾き語り生配信を行っている。
現在もHalo at 四畳半のメンバーとの関係は非常に良好であり、白井のプロデュースするアイドルグループであるmay in filmに楽曲提供をしたり、齋木と共に「わたいとサイキ」名義で音楽イベントに出演したりしている。Varrentiaの公式ホームページの作成を担当したのも齋木である。余談ではあるが、Varrentiaの公式LINEに「Halo at 四畳半」と送ると自動返答されるメッセージ曰く、メンバーとは「なんなら活動中よりも仲が良い」とのことである。

## 人物
- しばしば苗字を「わたらい」と読み間違えられることがあるが、正しくは「わたい」である。
- 小学生及び中学生の頃は、音楽が好きではなかったが、ある時友人と訪れたカラオケで自身の歌声を褒められたことがきっかけで、音楽に関心を抱くようになり、歌うことの楽しさを覚えたと自身の配信で述べていた。
- 自身の通っていた佐倉高等学校は千葉県内有数の進学校であり、大学進学する人が多い中自身は専門学校へ進学したため、非常に珍しいケースになってしまったと語っていた。余談ではあるが、専門学生時代、学校ではんだごてを買わされたことがあるが、2021年に渡井が購入した中古のベースが故障し、自身で修理する際役に立ったという。
- Halo at 四畳半でのライブ時は、ステージ衣装として主に白い服に黒いパンツを着用していた。バンド活動休止の数年前からはセットアップを着用することが多かったが、他の人と被ることが多いことに悩んでいたらしい。また、ライブ中にマイクに顔をぶつけてしまい、前歯が欠けてしまったことがある。
- 好きな食べ物及び飲み物はウインナー、ラムネ、エナジードリンク。ウインナーに関してはシャウエッセンがとりわけ好きであるとのことである。好きな色はからし色である。
- 無類のサウナ好きであり、2020年2月から2021年4月まで隔月で、Skream!にて「Halo at 四畳半 渡井翔汰の"健康で文化的な最低限度のサ活"」というコラムを書いていた。最終回を含め全8回連載され、最終回にて「サウナ・スパ健康アドバイザー」という資格を取得したことを明らかにした[3]。
- 嫌いな物はチーズと虫である。以前、虫を避けようとした際に手を負傷してしまったことがある。
- モーニングルーティンは、起床後シャワーを浴び、その間に米を炊き、シャワーを浴び終えたら目玉焼きと好物であるウインナー3本を同時に焼き、朝食を食べ終えたら歯を磨くという一連の流れである。余談ではあるが、Halo at 四畳半活動休止前のラストライブが開催された2021年6月8日の翌日の朝は、ウインナーを切らしていたため代わりに餃子を食べたらしい。
- 柴犬に似ているとよく言われる。本人は犬も猫も大好きであるとのこと。
- オードリーのオールナイトニッポンにハマっている。
- 29歳の誕生日を迎えた2022年3月25日、渋谷愛ビジョンにて「渡井翔汰さん誕生日おめでとう」というメッセージが放映された[4]。
- 本人はこの記事を巡回済みである。
- 不定期で、主にツイキャスで弾き語り生配信を、Instagramで雑談生配信を行っている。時折Halo at 四畳半のメンバーや渡井と親交のあるアーティストがコメントを残すことがある。
- 2020年6月24日から2021年5月6日まで、主に毎月第1・第3水曜日の20:00から1時間程度、YouTubeのHalo at 四畳半公式アカウントでラジオ番組「屋根裏秘密基地」を生放送で行っていた。当タイトルに関して渡井は、「かっこつけすぎてもないけど、どちらかというとかっこつけてる」と第9回の放送にて評している。略称は｢ヤネヒミ｣で、リスナーは｢モブちゃんず｣と呼ばれている。不定期で、渡井の後輩であるバンド｢明くる夜の羊｣のギター、クラシマヒロミチがアシスタントとして出演していた。渡井の28歳の誕生日となる前日の2021年3月24日には、「劇場版:屋根裏秘密基地〜渡井翔汰 爆誕前夜祭〜」と題したイベントがSound Stream Sakuraにて開催され、生配信された。イベント前半では、渡井による弾き語りライブが行われ、Halo at 四畳半のギター担当である齋木や、前述のクラシマも出演した。後半では、ラジオ「屋根裏秘密基地」の生配信が行われ、クラシマも出演した。同イベントの配信サイトでは映像と共に放送されたが、YouTubeのバンド公式アカウントでは通常通り音声のみの放送となった。2021年5月5日の「最終回前篇」及び5月6日の「最終回後篇」をもって番組は終了したが、第8回を除く全放送回がアーカイブされている。

| 「屋根裏秘密基地」バックナンバー | 「屋根裏秘密基地」バックナンバー | 「屋根裏秘密基地」バックナンバー |
| 2020年                           | 2020年                           | 2020年 |
| 放送日                           | 放送回                           | 備考 |
| -------------------------------- | -------------------------------- | --- |
| 6月24日                          | 1                                | 初回。 |
| 7月1日                           | 2                                | |
| 7月15日                          | 3                                | |
| 8月5日                           | 4                                | クラシマ初登場。 |
| 8月19日                          | 5                                | クラシマ出演。 |
| 9月2日                           | 6                                | クラシマ出演。この回より背景がリニューアルされた。 |
| 9月16日                          | 7                                | |
| 10月7日                          | 8                                | クラシマ出演。リスナーの名称が募集され、放送中に決定したが、諸事情によりその後ボツになっている。都合によりアーカイブには残されていない。 |
| 10月21日                         | 9                                | クラシマ出演。再度リスナーの名称が募集され、「モブちゃんず」に決定。 |
| 11月4日                          | 10                               | 同年11月の第3水曜日となる18日は、バンドのイベント出演と重なり放送休止となったため、同月唯一の放送となった。 |
| 12月2日                          | 11                               | |
| 12月16日                         | 12                               | 2020年最後の放送。 |
| 2021年                           |                                  | |
| 1月6日                           | 13                               | 2021年最初の放送。クラシマ出演。背景の文字のフォントがリニューアルされた。 |
| 1月20日                          | 14                               | Halo at 四畳半の活動休止発表後初の放送。 |
| 2月3日                           | 15                               | |
| 2月17日                          | 16                               | クラシマ電話出演。 |
| 3月3日                           | 17                               | |
| 3月17日                          | 18                               | 渡井が当記事について言及している。 |
| 3月24日                          | 19                               | イベント「劇場版:屋根裏秘密基地〜渡井翔汰 爆誕前夜祭〜」内の企画として、異例の2週連続の放送となった。クラシマ出演。同イベントの配信サイトでは映像と共に放送されたが、Youtubeでは通常通り音声のみの放送となった。クラシマは久しぶりの生出演となったため、罰ゲームを食らった。 |
| 4月20日                          | 20                               | 当初は予定通り同年4月の第1水曜日となる7日に行う予定であったが、当日渡井がバタついていたため延期となり、20日(火曜日)のAM1:00より配信された。同年4月唯一の放送となった。当記事への言及有。 |
| 5月5日                           | 最終回前篇                       | 当初はこの日をもって最終回を迎える予定であったが、同年4月の第3水曜日相当分が配信できなかったため、渡井曰く「最終回を2夜連続で前後篇に分けて配信することで回収をした。」とのこと。 |
| 5月6日                           | 最終回後篇                       | クラシマ出演。当記事への言及有。渡井曰く「最終回を迎えるにあたって、名残惜しさはない。」とのこと。また、モブちゃんずの存続に関して渡井は、「モブちゃんずはマインドみたいなものであるため、その人が自分自身を定義してしまえばその人間はモブちゃんずになっている状態である。」と述べ、明言は控えたものの解体の否定を仄めかした。配信のほとんどは質問コーナーとなり、多くの質問が寄せられたが、とりわけ渡井の好物であるウインナーに関する話題で盛り上がり、明るい最終回となった。 |

## Varrentia
2020年の11月頃、Halo at 四畳半の活動休止が確定的となり、渡井は音楽活動を辞めるか続けるかの岐路に立っていたものの、活動を継続していくことを決心した。バンド活動休止後、渡井は「Acoustic TOUR 2021 "BEFORE DAWN"」を開催し、2021年9月9日、同ツアーのファイナル公演にて、ソロプロジェクトである「Varrentia」(読み: バレンティア) を発足させたことを発表した。「Varrentia」とは英語で「物語」を表す単語である「Narrative」のアナグラムであり、「ジャンルを定めることをせず、その時々の趣味嗜好や描きたい世界に合わせた自由なスタイルの楽曲を展開していく」としている。前述の通り、Varrentiaとしての活動開始を決心したのはHalo at 四畳半の活動休止確定後であるため、「Varrentiaとしての活動をする為にHalo at 四畳半が活動を休止したわけではない。」と渡井は明言している。2021年9月からは3ヶ月連続でVarrentia名義での楽曲を発表し、「"BEFORE DAWN"」ファイナル公演の翌日である9月10日には「NEW DAWN」が、10月10日には「アインツェル」が、11月27日には「Beautiful Nightmare」が各配信サイト及びサブスクリプションサービスにて配信された。2022年1月31日は初のEPとなる「FRACTAL」が発売された。また、2022年7月2日から7月17日にかけて、Varrentia名義としては初のライブ及びツアーである「PALE BLUE DOT」が開催された。Varrentia名義でのライブは、サポートメンバーを迎えたバンド形式によるものである。

## ディスコグラフィー

### Varrentia 名義

#### CDシングル
|     | 発売日       | タイトル      | 収録曲           | 備考                                              |
| --- | ------------ | ------------- | ---------------- | ------------------------------------------------- |
| 1st | 2022年7月2日 | PALE BLUE DOT | 1. PALE BLUE DOT | 1st LIVE&TOUR 2022 "PALE BLUE DOT" 会場限定発売。 |

#### 配信シングル
|     | 発売日         | タイトル            | 収録作品 | 備考                                                  |
| --- | -------------- | ------------------- | -------- | ----------------------------------------------------- |
| 1st | 2021年9月10日  | NEW DAWN            | FRACTAL  | Varrentia名義初の作品。3ヶ月連続配信シングルの第1弾。 |
| 2nd | 2021年10月10日 | アインツェル        | FRACTAL  | 3ヶ月連続配信シングルの第2弾。                        |
| 3rd | 2021年11月27日 | Beautiful Nightmare | FRACTAL  | 3ヶ月連続配信シングルの第3弾。                        |
| 4th | 2022年5月29日  | Ordinaries          |          |                                                       |
| 5th | 2023年1月30日  | オルター            |          |                                                       |

#### EP
|     | 発売日        | タイトル | 収録曲                                                                         | 備考 |
| --- | ------------- | -------- | ------------------------------------------------------------------------------ | --- |
| 1st | 2022年1月31日 | FRACTAL  | 1. NEW DAWN 2. 惑星都市 3. Beautiful Nightmare 4. アインツェル 5. (y)our novel | Varrentia名義初のEP。配信及びフィジカルでのリリース。フィジカルはオンラインショップにて販売されている。 |

### 渡井翔汰 名義

#### EP
|     | 発売日         | タイトル    | 収録曲                                         | 備考 |
| --- | -------------- | ----------- | ---------------------------------------------- | --- |
| 1st | 2021年12月20日 | Night Bloom | 1. BEFORE DAWN 2. 哲学的生命体 3. Night Cruise | 全曲弾き語り音源。弾き語りワンマンライブ "FRACTALIZE" にて、Light Proof と同時発売。 現在はオンラインショップにて販売されている。フィジカルでの発売。 |
| 2nd | 2021年12月20日 | Light Proof | 1. moth 2. biotope 3. Torch                    | 全曲弾き語り音源。弾き語りワンマンライブ "FRACTALIZE" にて、Night Bloom と同時発売。 現在はオンラインショップにて販売されている。フィジカルでの発売。 |

#### 参加作品
- Jアコ vol.1 〜Acoustic Cover Compilation〜 (2021年3月31日、COCP-41419)
  - THE BLUE HEARTSの青空をアコースティックカバーしたものがM-5に収録されている。

#### 楽曲提供
- EVEN
  - 「フェロウ」(2018年5月30日発売)

作詞・作曲を担当。
「映画 『EVEN～君に贈る歌～』 完全盤」に収録。Halo at 四畳半の1stオリジナルアルバム「swanflight」にてセルフカバー。
- MADKID
  - 「Interstella Luv」(2022年2月9日配信)

作曲を担当。
- may in film
  - 「スターゲイザー」 (2021年9月21日配信)

作詞・作曲を担当[10]。
「Stargazer EP」に収録。
  - 「スペクタクル」 (2021年9月21日配信)

作詞・作曲を担当。
「Stargazer EP」に収録。
  - 「エンディング・ストーリー」 (2022年3月13日配信)

作詞・作曲を担当。
  - 「イノセンス」

作詞を担当。
  - 「Blinding Lights」 (2022年10月16日配信)

作詞・作曲を担当。
  - 「エソラ」 (2023年2月3日配信)

作詞・作曲を担当。
  - 「ファンファーレ」 (2023年3月11日配信)

作詞を担当。
- 志田音々
  - 「Good morning!」

作詞・作曲を担当。
- MindaRyn
  - 「Void (Japanese Version)」（2024年8月21日発売）

訳詞・編曲を担当[11]

## ミュージックビデオ

### Varrentia 名義
| 公開日   | タイトル                            | 備考                                                                            |
| -------- | ----------------------------------- | ------------------------------------------------------------------------------- |
| 2021/9/9 | NEW DAWN (Official Music Video)     | - Director : N.I.L 1979 - Dancer : Taeko Matsumoto                              |
| 2022/5/8 | アインツェル (Official Lyric Video) | - Director : motimoti - Illustrator : Fumiki Yamaguchi (uguis / SONOSUKIMAKARA) |

## 主なライブ

### Varrentia 名義

#### 自主企画ツアー・ライブ
| 開催日程              | タイトル                                     | 備考 |
| --------------------- | -------------------------------------------- | --- |
| 2022年7月2日～7月17日 | Varrentia 1st LIVE&TOUR 2022 "PALE BLUE DOT" | - 7月2日 @渋谷 Spotify O-Crest - ワンマン - サポートメンバー: Gt. 岡村耕介 (SHIFT_CONTROL) ／ Ba. Kazuma Okuda (Doxie) ／ Dr. フミキモ (uguis / SONOSUKIMAKARA) - 配信あり - 7月16日 @大阪 福島 LIVE SQUARE 2nd LINE - w/ mol-74 - サポートメンバー: Gt. クラシマヒロミチ (明くる夜の羊) ／ Ba. Kazuma Okuda (Doxie) ／ Dr. フミキモ (uguis / SONOSUKIMAKARA) - 7月17日 @名古屋 池下CLUB UPSET - w/ 大橋ちっぽけ - サポートメンバー: Gt. クラシマヒロミチ (明くる夜の羊) ／ Ba. Kazuma Okuda (Doxie) ／ Dr. フミキモ (uguis / SONOSUKIMAKARA) |
| 2022年9月16日         | Varrentia presents "ARCHITECT" vol.1         | - - @渋谷 Spotify O-Crest - w/ tacica |
| 2023年2月11日         | Varrentia presents "ARCHITECT" vol.2         | - - @渋谷 Spotify O-Crest - w/ ENFANTS |
| 2022年5月5日          | Varrentia presents "ARCHITECT vol.3"         | - - @渋谷 Spotify O-Crest - + 1 Guest Band |

#### 出演イベント
- 2022年7月23日 - 「MURO FESTIVAL 2022」
  - @渋谷 Spotify O-Crest
- 2022年9月10日 - 「くさのねフェス2022」
  - @千葉 佐倉 くさぶえの丘第二キャンプ場
- 2022年9月19日 - 「ラックライフ Presents 2MAN TOUR 2022〜TeToTeToTe〜」 (延期)
  -  @神戸 live music club PADOMA
  -  w/ ラックライフ
- 2022年9月22日 - 「duo MUSIC EXCHANGE × LIVE EXSAM presents 『DLIVE-IN』」
  - @渋谷 duo MUSIC EXCHANGE
  - w/ シロとクロ ／ ねがえり。 ／ Fusee ／ postman
- 2022年10月23日 - 「明くる夜の羊1st album "juvenile" release tour『あの日の僕らへ』× alkrecall watanabe pre.『若者のすべて』」
  - @札幌sound lab mole
  - w/ 明くる夜の羊 ／ アルクリコール ／ TRiFOLiUM ／ MoLse ／ ダルメシア ／ でかくてまるい。 ／ CHARM (O.A)
- 2022年11月4日 - 「第75回自主法政祭フリーライブ『Charm』」
  - @法政大学市ヶ谷キャンパスボアソナードタワー1F ヘリオス特設ステージ
  - w/ postman ／ 鋭児
- 2022年11月18日 - 「Spotify O-Crest presents "Dance Dance Dance”」
  - @渋谷 Spotify O-Crest
  - w/ WALTZMORE ／ kao
- 2022年11月25日 - 「ラックライフ Presents 2MAN TOUR 2022〜TeToTeToTe〜」
  - @神戸 live music club PADOMA
  - w/ ラックライフ
- 2022年12月16日 - 「『ONE INCH』2MEN LIVE」
  - @千葉 Sound Stream Sakura
  - w/ the quiet room
- 2022年12月28日 - 「O-Crest YEAR END PARTY」
  - @渋谷 Spotify O-Crest
- 2023年1月12日 - 「kao 1st single 『Torch / shelter』 release party 『shelter for SHELTER』」
  - @下北沢SHELTER
  - w/ kao ／ DETOX

### 渡井翔汰 名義

#### 自主企画ツアー・ライブ
| 開催日程             | タイトル | 備考 |
| -------------------- | --- | --- |
| 2020年4月4日         | クラウドファンディング応援ライブ配信企画"yells for SSS”                                                           | - @千葉 Sound Stream Sakura - 無観客生配信ライブ |
| 2020年7月31日        | Sound Stream Sakura 20th ANNIVERSARY 渡井翔汰ソロ配信ワンマンライブ "yells from SSS"                              | - @千葉 Sound Stream Sakura - w/ 山先大生 [Opening Act] - 無観客生配信ライブ |
| 2021年3月24日        | 劇場版:屋根裏秘密基地～渡井翔汰 爆誕前夜祭～                                                                      | - @千葉 Sound Stream Sakura - w/ 齋木孝平 (Halo at 四畳半) ／ クラシマヒロミチ (明くる夜の羊) - 無観客生配信ライブ - イベント前半はアコースティックライブ、イベント後半は「屋根裏秘密基地」の公開生放送が行われた。 |
| 2021年7月7日～9月9日 | 渡井翔汰 Acoustic TOUR 2021 "BEFORE DAWN"                                                                         | - 8月7日 @千葉 Sound Stream Sakura - ワンマン - 生配信あり - 8月8日 @名古屋 池下 CLUB UPSET - w/ 井上竜馬 (SHE'S) - 8月15日(昼) @宮城 名取 cafe the EACH TIME - ワンマン - 8月15日(夜) @宮城 名取 cafe the EACH TIME - w/ 渡辺諒 (ANTENA) - 8月22日 @札幌 Vypass. - w/ warbear - 8月27日 @新潟 CLUB RIVERST - w/ 内澤崇仁 (androp) - 9月5日 @大阪 福島 LIVE SQUARE 2nd LINE - w/ 寺口宣明 (Ivy to Fraudulent Game) - 9月9日 @渋谷 TSUTAYA O-Crest - ワンマン - 特別ゲスト: 齋木孝平 (Halo at 四畳半) - 生配信あり |
| 2021年10月6日        | 渡井翔汰 Acoustic TOUR 2021 追加公演 〜AFTER DAWN〜                                                               | - @渋谷 TSUTAYA O-crest - w/ 松本大 (LAMP IN TERREN) - 生配信あり |
| 2021年12月20日       | 渡井翔汰 弾き語り音源"Night Bloom"&"Light Proof"発売記念 & O-Crest 18周年記念 弾き語りワンマンライブ "FRACTALIZE" | - @渋谷 Spotify O-crest - ゲスト: 真一ジェット (LACCO TOWER) ／ 齋木孝平 (Halo at 四畳半) ／ 小久保和幸 - 生配信あり |
| 2022年4月29日～      | 月例配信弾き語りライブ "HOMIES"                                                                                   | - @渡井のツイキャス - 第1回: 4月29日 - 第2回: 5月28日 - 第3回: 6月26日 - 第4回: 7月25日 - 第5回: 8月27日 - 第6回: 9月28日 - 第7回: 10月30日 - 第8回: 11月23日 - 第9回: 12月25日 - 第10回: 1月29日 - 第11回: 2月26日 - 第12回: 3月27日 |
| 2022年11月27日       | 渡井翔汰 presents "有重力空間避行"                                                                                | - @宮城 名取cafe the EACH TIME - 第1部: 渡井翔汰ワンマン - 第2部: ツーマン : w/ 渡辺諒 (ANTENA) |
| 2023年3月24日        | 渡井翔汰 生誕前夜弾き語りワンマン "eve"                                                                           | - @下北沢ニュー風知空知 - 昼と夕方の2部編成 - w/ サイキコウヘイ (Halo at 四畳半) ／ クラシマヒロミチ (明くる夜の羊) ／ 井上竜馬 (SHE'S) ／ フミキモ (uguis / SONOSUKIMAKARA) |

#### 合同企画ライブ・イベント
| 開催日程      | タイトル                | 備考 |
| ------------- | ----------------------- | --- |
| 2021年11月6日 | クレフェス "松川翔汰ッ" | - w/ 松川ジェット - @渋谷 TSUTAYA O-Crest                                                                                            |
| 2022年8月27日 | 幾千の星が象った夜に    | - 渡井翔汰(music) × 松本多映子(dance) - 夏の大三角形をテーマとした、"音楽×物語×ダンス" の特別公演 - @八王子市南大沢文化会館 主ホール |
| 2022年10月5日 | 宝物を見つけた          | - w/ 猪狩翔一 (tacica) - @名古屋 池下CLUB UPSET                                                                                      |

#### 出演イベント
- 2018年7月7日 - 「見放題2018」
- 2018年11月3日 - 「しゅうニャンフェス」
- 2018年11月7日 - 「ROCK de ACO!!」
  - @名古屋 池下CLUB UPSET
  - w/ 寺中友将 (KEYTALK) ／ Ryoko (ЯeaL)
- 2018年12月5日 - 「MID SOUND WAVE! Vol.2～MID-FM 10th Anniversary～」
  - @愛知 鶴舞KDハボン
  - w/ 三輪和也 (鳴ル銅鑼) ／ 幡野友暉 (the unknown forecast)
- 2019年1月9日 - 「O-Crest 15th Anniversary MURO"ACO"FESTIVAL」
  - @渋谷 TSUTAYA O-Crest
- 2019年4月22日 - 「くさのねフェス2019開催記念みんなのソロライブ」
  - @千葉 Sound Stream Sakura
  - w/ 堀越颯太 (KAKASHI) ／ 冨塚大地 (BOYS END SWING GIRL) ／ 光 (月がさ) ／ 宍戸翼 (The Cheserasera)
- 2019年5月31日 - 「寺口宣明 弾き語り」
  - @渋谷 TSUTAYA O-Crest
  - w/ 寺口宜明 (Ivy to Fraudulent Game)
- 2019年6月2日 - 「SAKAE SP-RING 2019」
- 2019年8月10日 - 「お茶の水大楽器祭り」
  - @東京 ソラシティ
- 2020年1月7日 - 「Sound Stream Sakura 20th ANNIVERSARY"op / st 2000 / 2020"」
  - @千葉 Sound Stream Sakura
  - w/ 冨塚大地 (BOYS END SWING GIRL)／ ヒグチアイ ／ 河野唯 [Opening Act]
- 2020年11月22日 - 「SHIZU ROCK FESTIVAL 2020 DAY2」
  - @千葉 Sound Stream Sakura
- 2020年12月12日 - 「そうたさんpre, "柴犬倶楽部"」
  - @埼玉 熊谷モルタルレコード2F
  - w/ 堀越颯太 (KAKASHI)
- 2021年8月9日 - 「SHIZU ROCK FESTIVAL 2021 DAY2」※わたいとサイキ として出演
  - @千葉 Sound Stream Sakura
- 2021年9月24日 - 「POSITIVE」
  - @渋谷 TSUTAYA O-nest
  - w/ 大橋ちっぽけ
- 2021年10月13日 - 「CHERRY NADE 169 活動休止TOUR 『GOODBYE,GOOD DREAMS - Re:START-』」
  - @名古屋 新栄APOLLO BASE
  - w/ CHERRY NADE 169 ／ ラックライフ ／ bivouac ／ ナツノコエ
- 2021年10月14日 - 「CHERRY NADE 169 活動休止TOUR 『GOODBYE,GOOD DREAMS - Re:START-』」
  - @大阪 福島 LIVE SQUARE 2nd LINE
  - w/ CHERRY NADE 169 ／ バウンダリー ／ KAKASHI ／ the quiet room
- 2021年11月21日 - 「くさのねフェス2021」※わたいとサイキ として出演
  - @千葉 佐倉草ぶえの丘内第二キャンプ場
- 2021年12月10日 - 「otonari 6th Anniversary special! "Fw:"」 ※わたいとサイキ として出演
  - @埼玉 Acoustic House おとなり
  - w/ oldfinn
- 2021年12月11日 - 「バーニングダークフレイムオブディッセンバー」
  - @高崎 clubFLEEZ
  - w/ KAKASHI ／ the quiet room
- 2021年12月12日 - 「月がさ 10周年記念 初ワンマンライブ『幾星霜の先へ』」
  - @千葉 Sound Stream Sakura
  - w/ 月がさ
  - オープニングゲストとして出演
- 2022年1月8日 - 「[NOiD]×大ナナイト tour」
  - @栃木 HEAVEN'S ROCK 宇都宮 VJ-2
  - w/ Ivy to Fraudulent game ／ なきごと
- 2022年2月13日 - 「BOOK -VEIN- page1」
  - @青山 月見ル君想フ
  - w/ シナリオアート ／ Lilubay
- 2022年2月19日 - 「三上隼 自主企画 "CHEMISTRY #1"」
  - @埼玉 熊谷モルタルレコード
  - w/ 三上隼
- 2022年3月5日 - 「唄人交差点 -SINGER SCRAMBLE- Vol.1」
  - @神奈川 横浜BAYSIS
  - w/ 金廣真悟 (グッドモーニングアメリカ / Asuralbert II) ／ 内田直孝 (Rhythmic Toy World) ／ 青栁智義 (O.A.)
- 2022年3月10日 - 「救世主の到来 vol.6 ～CLUB PHASE 21th Anniversary!!～」
  - @高田馬場CLUB PHASE
  - w/ 内山ショート (シンガーズハイ) ／ すずきたくま (SuU) ／ レイラ
- 2022年3月11日 - 「may in film主催『mayday vol.4』」
  - @渋谷 Spotify O-Crest
  - w/ may in film ／ MAPA
- 2022年3月13日 - TENJIN ONTAQ 2022
  - @福岡 Public bar Bassic.
- 2022年3月26日 - 「佐倉、春の歌声 2MEN」
  - @千葉 Sound Stream Sakura
  - w/ 宍戸翼 (The Cheserasera) ／ Bug'2 (O.A.)
- 2022年4月23日 - 「PLOT SCRAPS presents『My FRAGMENTS＋ TOUR 2022』」
  - @大阪 心斎橋Pangea
  - w/ PLOT SCRAPS ／ Absolute Area
- 2022年4月24日 - 「PLOT SCRAPS presents『My FRAGMENTS＋ TOUR 2022』」
  - @名古屋 CLUB UPSET
  - w/ PLOT SCRAPS ／ かたこと
- 2022年5月7日 - 「LOFT SSW CIRCUIT YOKOHAMA 2022〜supported by Eggs〜」
- 2022年5月7日 - 「yeti let you notice presents 『missed movie Vol.3』」
  - @渋谷 Spotify O-nest
  - w/ yeti let you notice ／ colormal
- 2022年5月11日 - 「ROCK de ACO!!」
  - @名古屋 池下CLUB UPSET
  - w/ 森良太 (Brian the Sun)
- 2022年5月15日 - 「ANTENA 渡辺諒ソロツアー「day by day」東京公演」
  - @新代田Live bar crossing
  - w/ 渡辺諒 (ANTENA)
- 2022年5月21日 - 「ソラリズム」
  - @東京 多摩あきがわ Live Forest 自然人村
- 2022年6月7日 - 「KAKASHI presents 灯火祭 2022」
- 2022年6月24日 - 「Music Warehouse LIVE vol.1」
  - @天王洲アイル KIWA
  - w/ 松本大 (LAMP IN TERREN)
- 2022年7月29日 - 「Sound Stream sakura 20+1周年 “op / st 2000 / 2020+1”  -大集合-」
  - @千葉 Sound Stream Sakura
  - w/ 宍戸翼 (The Cheserasera) ／ カワノユイ (明くる夜の羊) ／ 堀越颯太 (KAKASHI) ／ マッドネスマンボウ ／ 樋口侑希 (WOMCADOLE)
- 2022年7月30日 - 「光（月がさ）pre. “spotlight”」
  - @千葉 Sound Stream Sakura
- 2022年8月20日 - 「HEAVEN'S ROCK Utsunomiya 22nd Anniversary #9」
  - @栃木 HEAVEN'S ROCK 宇都宮
  - w/ 宍戸翼 (The Cheserasera) ／ D.W.ニコルズ ／ 大平伸正 ／ カザマタカフミ (3markets［］)
- 2022年9月11日 - 「くさのねフェス後夜祭」
  - @千葉 Sound Stream Sakura
- 2022年9月17日 - 「八王子 極楽fes 2022」
  - @東京 夕やけ小やけふれあいの里
- 2022年10月12日 - 「『future』～ club vijon 20th anniversary ～」
  - @大阪 北堀江club vijon
  - w/ 粟子真行 (ココロオークション) ／ 西片梨帆
- 2022年11月30日 - 「LIVEHOLIC presents 7th ANNIVERSARY SERIES "君と紡ぐ物語 SP"」
  - @東京 下北沢LIVEHOLIC
  - w/ 高津戸信幸 (MAGIC OF LiFE) ／ 竹内サティフォ (ONIGAWARA)
- 2022年12月7日 - 「otonari 7th anniversary ultra hyper special !」
  - @埼玉 Acoustic House おとなり
  - w/ モリヤマリョウタ (Dear Chambers) ／ 小山涼介 (O.A)
- 2023年3月10日 - 「渡辺諒がすごくなるソロツアー」
  - @福岡 live house 秘密
  - w/ 渡辺諒 (ANTENA) ／ 森良太 (Brian the Sun) ／ 宇根大貴 (atelier room) ／ ソシロとミノリ (McGrady)
- 2023年3月11日 - 「渡辺諒がすごくなるソロツアー」
  - @広島 外国
  - w/ 渡辺諒 (ANTENA) ／ 宇根大貴 (atelier room)
- 2023年3月31日 - 「シラハタ44歳バースデーイベント」
  - @千葉 Sound Stream Sakura
  - w/ モモジュンペイ (Hivari) ／ 河野圭佑 ／ 堀越颯太 (KAKASHI) ／ トミヅカダイチ (toybee) ／ 髙橋優躍
- 2023年4月18日 - 「POWER ON -BuzzFront KOKERAOTOSHI-」
  - @横浜BuzzFront
  - w/ こうのいけはるか (WALTZMORE) ／ 奥智裕 (kao)
- 2023年4月30日 - 「佐倉、春の歌声」
  - @千葉 Sound Stream Sakura
  - w/ ヒラタナオヤ (Organic Call) ／ エンドウアンリ (PELICAN FANCLUB) ／ 宍戸翼 (The Cheserasera) ／ 涼音 (レトロリロン)